# NZZ Libro
NZZ Libro ist der Buchverlag der Neuen Zürcher Zeitung (NZZ) aus Zürich. Verlagsleiterin ist seit 2023 Susanne Franzkeit. Bei der NZZ erschienen seit 1927 Bücher; seit 1980 wurde der Verlag als eigenes Profit-Center im Verlag der Neuen Zürcher Zeitung geführt. Seit 2006 firmiert der Verlag unter dem Namen NZZ Libro. Seit Mitte 2018 ist der Verlag NZZ Libro in Lizenz ein Imprint des Basler Verlagshauses Schwabe und gehört zur Schwabe Verlagsgruppe.

## Programm
Das Verlagsprogramm aus Fach- und Sachliteratur umfasst u. a. politische, kulturelle, zeitgeschichtliche und wirtschaftliche Bücher sowie Biografien und Bildbände, vorwiegend mit einem Schweiz-Bezug. Ein besonderer Schwerpunkt liegt ausserdem bei den Turicensia. Pro Jahr werden mehr als 60 Titel verlegt.